# Doryopteris crispatula
Doryopteris crispatula är en kantbräkenväxtart som först beskrevs av Bak., och fick sitt nu gällande namn av Carl Frederik Albert Christensen. Doryopteris crispatula ingår i släktet Doryopteris och familjen Pteridaceae. Inga underarter finns listade.